# 二代目はこすぷれーやー♥
『二代目はこすぷれーやー♥』（にだいめはこすぷれーやー）は、甘詰留太による日本の漫画。『ヤングアニマル』（白泉社）連載。
エロ漫画出身の作者である甘詰留太の作品であるが、本作品は直接的な性描写よりも、やくざの組長の孫でありながらコスプレ少女である主人公「ゆーしー」のおたく生活を主体としており、その意味で「エロ描写」は作者の他の作品と比較しても少なめである。ただし、きわどいところを隠した全裸描写、ないし非日常的な露出度の高いコスチュームをローアングルで描くなど、独特の「色っぽさ」を持つ作品である。

## あらすじ
筋金入りのコスプレイヤー「ゆーしー」こと一後裕梨華は、下町の由緒正しいやくざの親分のたった1人の孫。その整った容姿と深い造詣で、大学生活を謳歌しながらコスプレーヤー活動に活躍中。そんな彼女のお目付け役で組の収入源を一手に取り仕切る若頭の慎之介は快活奔放な「お嬢様」に頭を抱えるが、今日もゆーしーはおたくの道を突っ走る。

## 登場人物

### 主人公
一後 裕梨華（いちご ゆりか）
由緒正しいやくざの家系に生まれるが、幼い頃に慎之介の両親が関わる事故により両親が事故死、多感な時期をテレビを見て過ごし、ヒーロー特撮番組の熱いメッセージに勇気付けられて、明るく強く前向きに生きることを決意した。このため特撮番組（劇中劇作品）の熱狂的なファンである。
容姿は整っており、周囲曰く「黙っていれば美人」なのだが、価値観が「おたく一色」であるため、コンパでは空気読めと釘を刺されてしまうほど。歌唱力は「怪音波」の領域にあり、あるコスプレコンテストで歌ってしまったために大惨事となったほか、自分のウェブサイトに歌をアップロードし、世界規模で被害を出したことがある。
コスプレはハンドルネーム「U・C（ゆーしー）」として活躍。そのための資金はアルバイトで遣り繰りし、衣装は自作している。組員に手伝ってもらったこともあるが、専ら独力で低価格に衣装を仕上げている。ジャンルは特撮からアニメ・コンピュータゲームと幅広いが、自身の感性に合えばアダルトゲームからもモチーフを得るなどして、きわどい服装も平気でする。
慎之介は家族同然に育ったため、家族だと公言して異性としてはほとんど意識していないが、交際関係にある利緒と一緒に居るところを見ると落ち着かないなど、無意識の上でやきもちのような行動も見せ、対抗もしている。
大学では実質「漫研かコスプレ部」な文芸部に所属している。
一後 慎之介（いちご しんのすけ）
一後家の養子で、裕梨華の父の遺言で同家に迎え入れられた。裕梨華のことは「お嬢サマ」と呼んでおり、一後組の若頭として組のシノギ（収益事業・経済活動）を取り仕切るかたわら、面倒を見ているが、実態は振り回されてばかりいる。
高校生のときに両親を急かして受験会場に向かう途中で裕梨華の両親が乗った車との事故に合い、両親を失い自身も大怪我をした。この事故の後に「事故を起こした相手がやくざ」ということで親類からも冷たくされて人間不信に陥っていたところを、一後組組長の親分で裕梨華の祖父に、息子の遺言を理由として拾われた。この事故の傷が頬に大きく残っている。自分が両親を急かしたせいで事故になり、この事故でまだ幼い裕梨華が家族を失うことになったと思っていて罪悪感を抱いており、そのために裕梨華が幸せになれるならと粉骨砕身することも厭わない。裕梨華を守ろうとして、本当に骨折したこともある。
やくざとしては金融から企業経営まで幅広くこなす「経済やくざ」として活躍しているが、その一方でやくざらしく借金相手の追い込み（脅して支払いを督促すること・違法）を指示するなど、ドライな一面も持つ。しかし天真爛漫な裕梨華に裏の顔を知られないようにしている。
初仕事として親の負債を抱え込んだ利緒の負債一本化と返済計画の補助として仕事を手配した縁で交際関係にあるが、一緒に居ると明らかに裕梨華が不機嫌になるため、関係調整に苦慮している。また裕梨華に迫られると赤面してしまうため、しばしば裕梨華にそれで弄られている。

### 一後組関係者
組長
元々は鉄火肌の短気な性分で、一代で一後組を築いた。起こした抗争数知れずと完全な武闘派やくざとして鳴らした人物だが、作中現在では腰を痛めて隠居状態、組の経営は経済関係に明るい慎之介に一任している。孫で跡継ぎの裕梨華には劇甘おじいちゃんだが、裕梨華曰く「おじいちゃんのお小遣いは紐付き」とのことで受け取ってもらえないなど寂しくもある様子。孫のコスプレ趣味には理解を示しているが、淑女としての立ち振る舞いを期待する関係で、慎之介曰く露出度の高いコスプレを見ると泣いたり暴れたりするらしい。
地元に古くから住む住人からは義理人情に厚く一目置かれる「地域密着やくざ」だが、再開発で新しく移り住んできた新住人からはやくざとして恐れられている。やくざ社会にも顔が利き、その名だけで他の組もおいそれとは手を出せない模様。
極度の病院嫌いで、検査入院のたびに暴れる。
組員たち
不器用な社会不適合者揃いで、個性的な面々。組長の人柄と慎之介の手腕に信頼を寄せている。また裕梨華を「お嬢様」と呼んで慕っている。しかし過去には組内の闘争でトカレフ片手にカチコミを掛け、旧若頭一派をアメリカに放逐した猛者揃いでもある。現状では「やくざ以外の生き方が出来ない」ために一後組に身を寄せ合って暮らしており、慎之介を頭に組のシノギに精を出したり、一後組の家事を交代で分担したり、敬愛する裕梨華に付きまとう不逞の輩を懲らしめたりしている。

### 文芸部関係者
先輩
黒髪オカッパ寝癖頭の眼鏡をした部の先輩で、部OG曰く彼女の代から部が怪しげな方向に行ってしまったらしく、同人誌即売会の常連。寝癖は回を追うごとに猫耳化している。
奔放な性格で、他人をおもちゃにしたがるところがある。裕梨華の理解者でもある。
桃子（ももこ）
グラマーふっくら体型でソバカスのある女の子。裕梨華の同級で、ちょくちょく先輩におもちゃにされている。同人作品を描く方だが、腐女子ながら純情。先輩曰く高校生男子が趣味で、タクくん（後述）に好意を抱いている。
さゆり
細身で唇の太めな女の子。アニメのキャラに入れ込むことと普通に恋愛して男女交際することは別腹らしく、「イイ男」との出会いを求めてコンパに行くことに積極的。酔うとセクハラ癖が出る。本人曰く親に隠れておたくをしているらしい。

### その他
久保 利緒（くぼ りお）
慎之介と「体のお付き合い」もある売れっ子ホステス。親は町工場を経営していたが、母親がよその男に貢いだ挙句に失踪。父親は妻の作った借金の返済のために働き通して倒れ、この負債と家族を養うために、学生をやめ働きに出た。後に一後組が債権を買い取って一本化、返済手段としてホステスの仕事を斡旋した。この事業をやくざ初仕事として手掛けたのが慎之介である。この縁から、慎之介に対して感謝から好意を抱くようになる。現在は売れっ子ホステスとして人気も上々だが、借金の完済が近づいていて払い終わってしまったら慎之介と会えなくなるのではと気をもんでいる。裕梨華に対しては当初、慎之介の妹（結婚したら義理の妹に？）として接していたが、裕梨華が慎之介と血縁になく恋愛感情を抱いていると気付いてからは、良き恋のライバルとして、更には一後組所有のビルにテナントとして入っているコスプレ・パブを慎之介に内緒で共同で経営梃入れし、傾いていた業績を軌道に乗せ、互いに仕事上のパートナーとみなすまでになっている。
杏ちゃん（あんちゃん）
裕梨華のコスプレ仲間でライバル。インターネットを中心に人気を集めるコスプレイヤーにしてネットアイドルだが、一度裕梨華との競争意識からウェブサイト上でエロかわいい写真のアップロード合戦に発展、まずい方面に突き進んでしまい、ウェブサイト閉鎖にまで行ってしまった。その後、強敵「のの」登場で裕梨華とタッグを組んだりしている。実は極端な「なだらか体型」で、劣等感の持ち主。
タクくん
男の娘。年をごまかして文芸部とコンパをした有名大学付属高校に通う高校生グループのパシリだった地方出身の気弱な少年。しかし真っ直ぐな性格の裕梨華に惚れ込んでしまい、やくざだろうがなんだろうが構わないと告白しようとした。一後組の組員らに散々脅され妨害されても挫けず、ついには慎之介の脅しにも折れずに告白したが、裕梨華に勘違いされてしまい、以来おたくの師弟関係に収まっている。女の子顔だという理由で裕梨華にフリルつきスカートを穿かされたり文芸部の面々にはおもちゃにされたりという日々を過ごしており、桃子が陰ながら想う対象になっている。
のの
幼女コスプレイヤーとして絶大な人気を集め、杏ちゃんにライバル視される。しかしその本当の姿は1児の母で主婦コスプレイヤー。夫はコスプレした彼女に惚れ込んでおり、夫婦仲は良好。後に裕梨華や杏ちゃんとコスプレ友達になったほか、娘と「親子二代コスプレデビュー」する。

## 書誌情報
- 甘詰留太 『二代目はこすぷれーやー』 白泉社〈ジェッツコミックス〉、全6巻
  1. 2006年12月発行、ISBN 4-592-14461-9
  2. 2007年5月発行、ISBN 978-4-592-14462-5
  3. 2007年11月発行、ISBN 978-4-592-14463-2
  4. 2008年5月発行、ISBN 978-4-592-14464-9
  5. 2008年8月発行、ISBN 978-4-592-14465-6
  6. 2008年11月発行、ISBN 978-4-592-14466-3